# Lobelia rotundifolia
Lobelia rotundifolia là loài thực vật có hoa trong họ Hoa chuông. Loài này được Juss. ex A.DC. mô tả khoa học đầu tiên năm 1839.